# Cycloderma aubryi
Cycloderma aubryi е вид костенурка от семейство Мекочерупчести костенурки (Trionychidae).

## Разпространение
Видът е ендемичен за Централна Африка.